# Gajraula
Gajraula (hindi गजरौला) – miasto w północnych Indiach w stanie Uttar Pradesh, na Nizinie Hindustańskiej.
Populacja miasta w 2001 roku wynosiła 39 826 mieszkańców.